# Coscinia pallidia
Coscinia pallidia là một loài bướm đêm thuộc phân họ Arctiinae, họ Erebidae.